# Merodon auripes
Merodon auripes är en tvåvingeart som beskrevs av Sack 1913. Merodon auripes ingår i släktet narcissblomflugor, och familjen blomflugor.
Artens utbredningsområde är Ungern. Inga underarter finns listade i Catalogue of Life.